# 불타코
불타코(Bultaco)는 1958년부터 1983년까지 스페인에서 2행정 오토바이를 제조했던 제조업체였다.
2014년 5월, 새로운 불타코가 발표되었다.

## 기원
불타코 오토바이 회사의 기원은 1958년 5월로 거슬러 올라간다. 프란체스크 "파코" 불토(Francesc "Paco" Bultó)는 1944년에 설립된 몬테사(Montesa) 오토바이 회사의 이사였다. 수년간 꾸준한 성장과 로드 레이싱에서의 성공 이후, 몬테사는 1957년 더 큰 시설로 이전했다. 이 이전은 장기화되어 생산에 차질을 빚었고, 스페인 경제는 침체기에 접어들었다. 이러한 불황은 불토와 다른 고위 이사인 페레 페르마니에르(Pere Permanyer) 사이의 불화를 심화시켰다. 경제적인 이유로 페르마니에르(대주주)는 회사가 레이싱에서 철수해야 한다고 생각했다. 레이싱 프로그램의 원동력이자 회사 기술 전문성의 상당 부분을 담당했던 불토는 이에 격렬하게 반대했다. 타협점을 찾지 못하자, 불토는 몬테사를 떠나 다른 사업에 집중하기로 결정했다. 예상대로, 몬테사의 레이싱 부서 직원들도 곧장 회사를 떠났다.

## 불타코의 설립
새 회사를 설립하자는 제안은 며칠 후, 몬테사 레이싱 부서의 전직 직원들이 불토 수녀를 회의에 초대했을 때 나왔다고 한다. 레이싱계로 돌아가고 싶었던 그들은 불토 수녀에게 새 회사를 설립하는 것이 가장 큰 희망이라고 설득했다. 불토가 소유한 옛 농장의 매우 원시적인 환경에 공장을 차린 후, 상황은 빠르게 진전되었다. 1959년 3월 24일, 불타코는 기자회견을 열고 첫 모터사이클인 125cc 불타코 트랄라 101(스페인어로 채찍을 뜻함)을 출시했다. 불과 두 달 후, 불타코는 첫 스페인 그랑프리에 출전하여 상위 10위 중 7위를 차지했다.